# Кубок Англії з футболу 1911—1912
Кубок Англії з футболу 1911—1912 — 41-й розіграш найстарішого футбольного турніру у світі, Кубка виклику Футбольної Асоціації, також відомого як Кубок Англії. Вперше титул здобув Барнслі.

## Перший раунд
| Дата                  | Господарі               | Рахунок | Гості                    |
| --------------------- | ----------------------- | ------- | ------------------------ |
| 13 січня              | Бірмінгем Сіті          | 0:0     | Барнслі                  |
| 22 січня Перегравання | Барнслі                 | 3:0     | Бірмінгем Сіті           |
| 13 січня              | Дарлінгтон              | 2:1     | Брайтон енд Гоув Альбіон |
| 13 січня              | Бері                    | 2:1     | Міллволл                 |
| 13 січня              | Ліверпуль               | 1:0     | Лейтон                   |
| 13 січня              | Престон Норт-Енд        | 0:1     | Манчестер Сіті           |
| 13 січня              | Саутгемптон             | 0:2     | Ковентрі Сіті            |
| 13 січня              | Вотфорд                 | 0:0     | Вулвергемптон Вондерерз  |
| 24 січня Перегравання | Вулвергемптон Вондерерз | 10:0    | Вотфорд                  |
| 13 січня              | Ноттінгем Форест        | 0:1     | Бредфорд Парк-Авеню      |
| 13 січня              | Блекберн Роверз         | 4:1     | Норвіч Сіті              |
| 13 січня              | Астон Вілла             | 6:0     | Волсолл                  |
| 13 січня              | Болтон Вондерерз        | 1:0     | Вулвіч Арсенал           |
| 13 січня              | Саутпорт Централ        | 0:2     | Редінг                   |
| 13 січня              | Кру Александра          | 1:1     | Блекпул                  |
| 22 січня Перегравання | Блекпул                 | 2:2     | Кру Александра           |
| 25 січня Перегравання | Кру Александра          | 1:2     | Блекпул                  |
| 13 січня              | Мідлсбро                | 0:0     | Венсдей                  |
| 25 січня Перегравання | Венсдей                 | 1:2     | Мідлсбро                 |
| 13 січня              | Вест-Бромвіч Альбіон    | 3:0     | Тоттенгем Готспур        |
| 13 січня              | Сандерленд              | 3:1     | Плімут Аргайл            |
| 13 січня              | Дербі Каунті            | 3:0     | Ньюкасл Юнайтед          |
| 13 січня              | Лінкольн Сіті           | 2:0     | Стокпорт Каунті          |
| 13 січня              | Лутон Таун              | 2:4     | Ноттс Каунті             |
| 13 січня              | Свіндон Таун            | 5:0     | Саттон Джанкшн           |
| 13 січня              | Квінз Парк Рейнджерс    | 0:0     | Бредфорд Сіті            |
| 18 січня Перегравання | Бредфорд Сіті           | 4:0     | Квінз Парк Рейнджерс     |
| 13 січня              | Фулгем                  | 2:1     | Бернлі                   |
| 13 січня              | Брентфорд               | 0:0     | Крістал Пелес            |
| 18 січня Перегравання | Крістал Пелес           | 4:0     | Брентфорд                |
| 13 січня              | Бристоль Роверз         | 1:2     | Портсмут                 |
| 13 січня              | Нортгемптон Таун        | 1:0     | Бристоль Сіті            |
| 13 січня              | Вест Гем Юнайтед        | 2:1     | Гейнсборо Триніті        |
| 13 січня              | Манчестер Юнайтед       | 3:1     | Гаддерсфілд Таун         |
| 13 січня              | Лідс Сіті               | 1:0     | Глоссоп                  |
| 13 січня              | Клептон Орієнт          | 1:2     | Евертон                  |
| 13 січня              | Олдем Атлетік           | 1:1     | Галл Сіті                |
| 16 січня Перегравання | Галл Сіті               | 0:1     | Олдем Атлетік            |
| 13 січня              | Челсі                   | 1:0     | Шеффілд Юнайтед          |
| 13 січня              | Кройдон Коммон          | 2:2     | Лестер Фосс              |
| 22 січня Перегравання | Лестер Фосс             | 6:1     | Кройдон Коммон           |

## Другий раунд
До другого раунду увійшли переможці першого раунду.
| Дата                  | Господарі               | Рахунок | Гості                |
| --------------------- | ----------------------- | ------- | -------------------- |
| 3 лютого              | Дарлінгтон              | 1:1     | Нортгемптон Таун     |
| 8 лютого Перегравання | Нортгемптон Таун        | 2:0     | Дарлінгтон           |
| 3 лютого              | Астон Вілла             | 1:1     | Редінг               |
| 7 лютого Перегравання | Редінг                  | 1:0     | Астон Вілла          |
| 3 лютого              | Болтон Вондерерз        | 1:0     | Блекпул              |
| 3 лютого              | Вулвергемптон Вондерерз | 2:1     | Лінкольн Сіті        |
| 3 лютого              | Мідлсбро                | 1:1     | Вест Гем Юнайтед     |
| 8 лютого Перегравання | Вест Гем Юнайтед        | 2:1     | Мідлсбро             |
| 3 лютого              | Дербі Каунті            | 1:2     | Блекберн Роверз      |
| 3 лютого              | Евертон                 | 1:1     | Бері                 |
| 8 лютого Перегравання | Бері                    | 6:0     | Дарлінгтон           |
| 3 лютого              | Свіндон Таун            | 2:0     | Ноттс Каунті         |
| 3 лютого              | Манчестер Сіті          | 0:1     | Олдем Атлетік        |
| 3 лютого              | Фулгем                  | 3:0     | Ліверпуль            |
| 3 лютого              | Барнслі                 | 1:0     | Лестер Фосс          |
| 3 лютого              | Ковентрі Сіті           | 1:5     | Манчестер Юнайтед    |
| 3 лютого              | Бредфорд Сіті           | 2:0     | Челсі                |
| 3 лютого              | Лідс Сіті               | 0:1     | Вест-Бромвіч Альбіон |
| 3 лютого              | Крістал Пелес           | 0:0     | Сандерленд           |
| 7 лютого Перегравання | Сандерленд              | 1:0     | Крістал Пелес        |
| 3 лютого              | Бредфорд Парк-Авеню     | 2:0     | Портсмут             |

## Третій раунд
До третього раунду увійшли переможці другого раунду. 
| Дата                   | Господарі           | Рахунок | Гості                   |
| ---------------------- | ------------------- | ------- | ----------------------- |
| 24 лютого              | Редінг              | 1:1     | Манчестер Юнайтед       |
| 29 лютого Перегравання | Манчестер Юнайтед   | 3:0     | Редінг                  |
| 24 лютого              | Блекберн Роверз     | 3:2     | Вулвергемптон Вондерерз |
| 24 лютого              | Болтон Вондерерз    | 1:2     | Барнслі                 |
| 24 лютого              | Сандерленд          | 1:2     | Вест-Бромвіч Альбіон    |
| 24 лютого              | Фулгем              | 2:1     | Нортгемптон Таун        |
| 24 лютого              | Вест Гем Юнайтед    | 1:1     | Свіндон Таун            |
| 28 лютого Перегравання | Свіндон Таун        | 4:0     | Вест Гем Юнайтед        |
| 24 лютого              | Олдем Атлетік       | 0:2     | Евертон                 |
| 24 лютого              | Бредфорд Парк-Авеню | 0:1     | Бредфорд Сіті           |

## Четвертий раунд
У цьому раунді зіграли переможці попереднього етапу.
| Дата                    | Господарі            | Рахунок | Гості             |
| ----------------------- | -------------------- | ------- | ----------------- |
| 9 березня               | Вест-Бромвіч Альбіон | 3:0     | Фулгем            |
| 9 березня               | Свіндон Таун         | 2:1     | Евертон           |
| 9 березня               | Манчестер Юнайтед    | 1:1     | Блекберн Роверз   |
| 14 березня Перегравання | Блекберн Роверз      | 4:2     | Манчестер Юнайтед |
| 9 березня               | Барнслі              | 0:0     | Бредфорд Сіті     |
| 13 березня Перегравання | Бредфорд Сіті        | 0:0     | Барнслі           |
| 18 березня Перегравання | Барнслі              | 0:0     | Бредфорд Сіті     |
| 21 березня Перегравання | Барнслі              | 3:2     | Бредфорд Сіті     |

## Півфінали
У півфіналах зіграли команди, що перемогли на попередньому етапі.
| Дата                  | Господарі            | Рахунок | Гості           |
| --------------------- | -------------------- | ------- | --------------- |
| 30 березня            | Вест-Бромвіч Альбіон | 0:0     | Блекберн Роверз |
| 3 квітня Перегравання | Вест-Бромвіч Альбіон | 1:0     | Блекберн Роверз |
| 30 березня            | Барнслі              | 0:0     | Свіндон Таун    |
| 3 квітня Перегравання | Барнслі              | 1:0     | Свіндон Таун    |

## Фінал
| 20 квітня 1912 |

| Барнслі | 0:0      | Вест-Бромвіч Альбіон |
| ------- | -------- | -------------------- |
|         | Протокол |                      |

| Крістал Пелес, Лондон Глядачів: 54 434 Арбітр: Дж.Р.Шумахер |

Перегравання
| 24 квітня 1912 |

| Барнслі      | 1:0 дч   | Вест-Бромвіч Альбіон |
| ------------ | -------- | -------------------- |
| Тафнелл 118' | Протокол |                      |

| Бремолл Лейн, Шеффілд Глядачів: 38 555 Арбітр: Дж.Р.Шумахер |